# エンゼルのいる星 〜あなたの一番たいせつなもの〜
『エンゼルのいる星 〜あなたの一番たいせつなもの〜』（ - ほし - いちばん）は日本テレビで2003年4月6日から2009年3月28日までにかけて放送されていた紀行番組（ミニ番組）である。提供スポンサーはタイトルの「エンゼル」が表すとおり森永グループ（森永製菓・森永乳業。スポンサークレジットは「おいしく、たのしく、すこやかに 森永」）が務めていた。

## 番組概要
番組のテーマは「一番たいせつな何か=コミュニケーション・信頼感」というテーマで、毎回、世界の人々の生活を紹介し、エンゼルが見守るように映し出していくもの。
2003年4月6日放送開始、初代ナレーション担当は進藤晶子（元TBSアナウンサー）だった。その後関谷亜矢子（元日本テレビアナウンサー）に交代、最終回まで担当した。
番組のテーマ曲には、Yann Tiersenの「LA REDECOUVERTE」が使用された。
番組内において、森永のブランドCM「Angel Heart」（30秒、曲：「エンゼルはいつでも」作詞：サトウハチロー、作曲：芥川也寸志）を流していた。CMではアニメのエンゼルが踊るとともに、世界中の人々の姿を垣間見ることができるもので、2007年ごろまでは過去に番組で放送された映像を使用していたが、2007年10月から最終回までは「幼稚園の一日」編を放送していた（→森永製菓#楽曲『エンゼルはいつでも』を参照）。
番組は地上波では開始当初から関東ローカルで放送されていたが、2008年4月にBS日テレで放送開始となり、末期は毎週日曜に全国で視聴できた。

## 放送時間
- 日本テレビ
  - 日曜21:54 - 22:00（2003年4月6日 - 2008年3月30日）
  - 土曜11:55 - 12:00（2008年4月6日 - 2009年3月28日）
- BS日テレ
  - 日曜20:54 - 21:00（8日遅れ、2008年4月6日 - 2009年4月5日）

## ナレーター
- 初代 - 進藤晶子（2003.4 - ）
- 2代目 - 関谷亜矢子（ - 2009.3）

## 放送時間移動と番組の終了
放送開始時より5年間、毎週日曜の21:54 - 22:00に放送してきたが、2008年4月5日より土曜の11:55 - 12:00へ移動した。それ以前に同時間帯に放送していた『シュン感!』、それまで日曜23:26枠で放送していた『夢の通り道』 と放送枠三角トレードの形となった。また4月6日よりBS日テレでも放送開始し、地上波から8日遅れの日曜20:54 - 21:00の枠で放送された。
なお、番組は2009年3月28日（BS日テレは4月5日）の放送を最後に終了した。